# Massacre anti-tamouls (1958)
Le pogrom anti-Tamoul de 1958, aussi connu sous le nom des émeutes de 1958, fait référence aux premières émeutes anti-ethniques d'ampleur sur toute l'île, avec le soutien du gouvernement,,,,, prenant pour cible la minorité tamoule dans le dominion de Ceylan, après son indépendance à la Grande-Bretagne en 1948.
Les émeutes ont duré du 22 mai 1958 au 27 mai 1958, même si quelques émeutes ont continué de se produire même après la déclaration d'état d'urgence déclaré le 27 mai 1958. L'estimation des meurtres s'est faite sur le décompte des cadavres, et s'élève entre 300 et 1 500 morts. Même si la majorité des victimes étaient tamoules, beaucoup de civils cingalais ont été tués par d'autres Cingalais parce qu'ils donnaient refuge à des Tamouls, et par des Tamouls, par vengeance dans les villes de Batticaloa et Jaffna.
Ces émeutes étaient les premières émeutes anti-ethniques de grande ampleur depuis 40 ans. Elles ont détruit la confiance que les communautés avaient l'une pour l'autre.

## Contexte
En 1956, Solomon Bandaranaike est arrivé au pouvoir à Ceylan, en misant sur la mentalité nationaliste cingalaise tout en marginalisant la communauté tamoule, en mettant en place un quota pour l'entrée à l'université. Les Tamouls même s'ils sont minoritaires au pays occupaient plus de place à l'université, ce qui a déplu au gouvernement. Le nouveau gouvernement a adopté la Sinhala Only Act, faisant de la langue cingalaise la seule langue officielle du pays. La loi a été adoptée malgré le fait que près d'un quart de la population ceylanaise utilisait la langue tamoule comme langue principale. La loi a immédiatement déclenché le mécontentement parmi les Tamouls, qui ont perçu leur langue, leur culture et leur position économique comme étant de plus en plus menacées.
En signe de protestation, les politiciens tamouls du Ilankai Tamil Arasu Kachchi ont lancé une campagne satyagraha (Résistance non violente). Cela a amené des tensions communautaires et à la mort de plus de 150 Tamouls dans les émeutes de Gal Oya dans l'est du pays. Finalement, Bandaranaike a entamé des négociations avec eux et le parti politique tamoul fédéraliste, et a accepté le pacte Bandaranaike-Chelvanayakam (en) de 1957, qui aurait fait du tamoul la langue administrative dans les régions du nord et de l'est du Sri Lanka. Mais il fut contraint d'annuler le pacte sous la pression de certains nationalistes cingalais et de quelques moines bouddhistes extrémistes.
Des membres du parti politique de droite conservatrice de l'United National Party organisèrent alors une « Marche sur Kandy » dans le but de faire annuler ce pacte. Cette marche est dirigée par le futur 1er président du Sri Lanka J.R. Jayawardene,,.
Pendant ce temps, 400 travailleurs tamouls ont été licenciés lorsque la Royal Navy britannique a fermé sa base à Trincomalee. Le gouvernement a proposé de les réinstaller dans le district Polonnaruwa, mais cela a mis en colère la population cingalaise locale, qui a commencé à former des gangs et à menacer tous les migrants tamouls venant s'installer dans la région.

## Pogrom

### Massacres dans les trains
Le Federal Party devait organiser une convention à Vavuniya. Des extrémistes cingalais ont décidé de perturber l'évènement en attaquant les membres du parti qui voyagaient en direction de Vavuniya par train. La station de Polonnaruwa a été la première à être attaquée, le 22 mai 1958. La nuit suivante, un train de Batticaloa a été attaqué et deux personnes ont été tuées. Il s'est avéré plus tard qu'il n'y avait presque pas de Tamouls dans le train. La station de Polonnaruwa a été attaquée à nouveau le 24 mai et presque détruite.

### Massacres dans les fermes
Des bandes cingalaises ont attaqué des travailleurs tamouls dans des fermes de plantation de canne à sucre à Polonnaruwa. Les travailleurs tamouls ont fui lorsqu'ils ont vu l'ennemi s'approcher et se sont cachés dans les buissons de canne à sucre. Les foules cingalaises ont cependant mis le feu à la canne à sucre et chassé les Tamouls. À leur sortie, des hommes, des femmes et des enfants ont été abattus avec des épées et des couteaux, ou réduits en morceaux sous des massues. Ceux qui ont fui ont été matraqués ou frappés à la machette. À Hinguarkgoda, des émeutiers ont déchiré le ventre d'une femme enceinte de huit mois, et l'ont laissée saigner à mort. Il a été estimé que 70 personnes sont mortes dans la nuit du 25 mai à Polonnaruwa,.
Polonnaruwa n'avait qu'une petite présence policière. Les demandes de renforts n'ont pas été entendues car le gouvernement semblait réticent à prendre au sérieux la situation dans la Province du Centre-Nord. Les policiers cingalais qui essayaient de protéger les Tamouls ont été attaqués par les foules; quelques-uns avaient de graves blessures à la tête causant leur mort. Les voyous ont montré une témérité qui était tout à fait sans précédent parce qu'ils avaient l'assurance complète que la police n'oserait jamais ouvrir le feu.
Le lendemain matin, une unité militaire de 25 hommes arriva, mais a dû faire face à une foule de 3 000 civils cingalais. La foule s'est dispersée quand les soldats ont tiré dans le tas, tuant 3 personnes.

### Massacres anti-Tamoul au niveau national
Le 26 mai 1958, le Premier ministre Solomon Bandaranaike a déclaré que les émeutes avaient commencé avec la mort du maire de Nuwara Eliya D.A. Seneviratne la veille, en réalité les émeutes avaient commencé trois jours auparavant. Cela a attisé les flammes en donnant la responsabilité des émeutes aux Tamouls. Très vite, des bandes organisées ont commencé à battre les Tamouls à Colombo et dans plusieurs villes de banlieues, avec des magasins brûlés et pillés. Les femmes tamouls étaient violées et leurs enfants jeté dans de l'huile bouillante.
À Panadura, dans l'est du pays, une rumeur s'est répandue que les Tamouls avaient coupé les seins et assassiné une enseignante à Batticaloa, dans l'ouest. Pour se venger, une bande civile cingalaise a essayé de brûler le Kovil de la ville. Incapable de mettre le feu au bâtiment, ils ont sorti un prêtre brahmane et l'ont brûlé vif à la place. Des enquêtes ultérieures ont prouvé qu'il n'y avait pas de professeur cingalaise de Panadura en poste à Batticaloa. Les bandes parcouraient Colombo, à la recherche de personnes qui pourraient être tamoules. La façon habituelle de distinguer les Tamouls de cingalais était de chercher des hommes qui portaient des chemises en dehors de leur pantalon, ou des hommes avec des oreilles percées, deux coutumes communes chez les Tamouls. Les personnes qui ne pouvaient pas lire un journal écrit en cingalais ont été battues et/ou tuées, et cela comprenait même des personnes cingalaises qui ont été éduquées en anglais.
Un autre piège tendu par les bandes était de se déguiser en policiers. Ils disaient aux Tamouls de s'enfuir au poste de police pour leur sécurité. Une fois les Tamouls partis, les maisons vides étaient pillées et brûlées. Partout au pays, incendie criminel, viol, pillage et meurtre se propagent. La police d'État est accusée d'être complice, d'avoir attisé des émeutes à plusieurs endroits,. Certains Cingalais ont essayé de protéger leurs voisins tamouls, risquant souvent leur vie pour les abriter dans leurs maisons.

### Vengeance
Les Tamouls de l'est du pays ont mené quelques attaques pour se venger. À Eravur, les pêcheurs des deux communautés se sont battus au bord de la mer. Dans la même ville, les bandes tamoules ont dressé des barrages routiers, battant des automobilistes qu'ils ont cru être des Cingalais. 56 cas d'incendies criminels et d'attaques ont été enregistrés dans le district Batticaloa. Aucun décès n'a été signalé dans le district de Jaffna, mais certains marchands cingalais ont vu leurs stocks brûlés. Plusieurs Cingalais ont été sévèrement battus, y compris des membres des partis marxistes, qui ont défendu la parité de statut. Une foule tamoule a détruit le temple bouddhiste Naga Vihare, qui a été reconstruit par la suite.

## Réponse du gouvernement
Pendant cinq jours, le gouvernement n'a rien fait. Enfin, le 27 mai, un état d'urgence a été déclaré. Le parti fédéraliste Ilankai Tamil Arasu Kachchi et le parti communiste Janatha Vimukthi Peramuna ont tous deux été interdits. La plupart des principaux politiciens tamouls du pays étaient des membres du Parti fédéraliste tamoul et ont ensuite été arrêtés. En deux jours, les militaires ont rétabli l'ordre à Colombo et, par la suite, dans le reste du pays. Près de 12 000 réfugiés tamouls ont fui vers des camps près de Colombo. Le gouvernement a secrètement commandé six navires européens pour réinstaller la plupart d'entre eux à Jaffna au début de juin. L'armée a finalement été retirée des zones civiles dans le reste du pays, mais est restée présente à Jaffna pendant 25 ans.
Le 3 septembre 1958, la loi sur la langue tamoule (dispositions spéciales), qui prévoyait l'utilisation de la langue tamoule comme langue d'enseignement, comme moyen d'examen d'admission dans la fonction publique, pour la correspondance officielle et à des fins administratives dans les Provinces du Nord et de l'Est - a été adoptée, remplissant substantiellement la partie du Pacte Bandaranaike-Chelvanayagam traitant de la question linguistique.

## Héritage
En tant que plus grande émeute à l'échelle nationale depuis plus de quarante ans, les événements de 1958 ont brisé la confiance que les communautés avaient les unes envers les autres. Les deux groupes ethniques majeurs ont blâmé l'autre pour la crise, et sont devenus convaincus que tout autre compromis serait interprété comme un signe de faiblesse et d'être exploité. Ainsi, le chemin vers la guerre civile du Sri Lanka était clair. Le leader des LTTE Velupillai Prabhakaran, un petit garçon au moment des émeutes, a déclaré plus tard que ses opinions politiques ont été façonnées par les événements de 1958.